# Rachid El Ouali
Rachid El Ouali (Rabat, 3 de abril de 1965) es un actor, presentador de televisión, director y productor de cine marroquí, reconocido principalmente por presentar el popular juego de concurso Who Wants to Be a Millionaire? (من سيربح المليون، man sayarbah Al-million?) y el programa de televisión Ms. Bride (لالة العروسة، Lalla Laaroussa).

## Carrera
El Ouali inició su carrera como actor a finales de la década de 1980. Logró el reconocimiento en su país por su papel protagónico en la serie de televisión Flock of Pigeons (سرب الحمام، Serb Al Hamam). Más adelante protagonizó la popular serie de humor Hossein & Safia (الحسين و الصافية، El Hossein w Safia) al lado de la actriz Samia Akariou. En 2006 Rachid El Ouali integró el elenco de la serie dramática The Underdogs (المستضعفون Al Mostadaafon) junto a la actriz Rajae Imran.
También ha protagonizado producciones cinematográficas como Obsessions After Midnight (هواجس بعد منتصف الليل، Hawajes baada montassaf el leil), una cinta de horror donde compartió el protagonismo con la actriz Majida Benkirane. Además de su carrera como actor, también dirigió varios cortometrajes y comedias como Ninni ya Moummou, Nass El Houma, L'Aube y La mouche et moi.

## Filmografía

### Cine
- 2018 Nooh Laa Yaarifu Laawm (Noah Can't Swim)
- 2015 Domouaa Ebliss (Satan's Tears)
- 2015 Ahlam Moajjala (Postponed Dreams) como "Abdel Hay"
- 2015 Hafid El Haj
- 2013 Marhaban wa awili como "Khaled"
- 2013 Yemma como "Boujmaa"[6]
- 2011 Nhar Tzad Tfa Dou como "Said"
- 2010 Oulad El Blad (Land's progeny) como "El Mefddel"
- 2009 Rass Lmhayn como "El Hossein"
- 2007 Wadaan Ommahat (Farewell Mothers!) como "Ibrahim"
- 2007 Al Bahet como "Salah"
- 2006 Abwab Al Janna (Gates of Heaven)
- 2006 Assefa Abi (I'm Sorry… Dad) como "Ibrahim"
- 2005 A'lach Lae? (Why not?) como "Aanbar"
- 2005 Baed Aan Al Aain
- 2005 Al ajneha Al Monkacera (The Broken Wings)
- 2005 Fiha Lmelha w Sekkar o mazal mabghatch Tmout 2 (She's diabetic & hypertensive yet won't die 2)
- 2004 Assdiqae men Canada (Friends from Canada) 2004 como "Shoukri"
- 2004 Majeda como "El Hossein"
- 2004 Layali Baidae (White Nights) como "Nabil"
- 2004 Kharif Al ahlam como "Omar"
- 2004 Hna w Lhih (Here & There)
- 2003 Aallal El Qelda como "Aallal"
- 2003 Al Dobaba El Baydae (The White Fly)
- 2002 Jarima wa Tahqiq (Crime & Inquiry)
- 2002 Lailat El majnoun como el "Inspector Hakim"
- 2001 Gharamiyat El haj El Mokhtar Souldi (The Adventures of Hadj Mokhtar Souldi)
- 2001 Et après...Wa baad
- 2001 Mohakamat Imraea (A Woman's Trial)
- 2001 El milaf El azraq (The Blue File)
- 2001 Al bakma (The Mute)
- 2001 Dar Al bidae ya Dar Al bidae (Casablanca Casablanca)
- 2001 Rass Laain como el "Inspector"
- 2000 Chadia (Chadia)
- 1999 Keid Nssae (Women's Machination)
- 1999 Massir Imraea (A Woman's Fate)
- 1999 Hawajis Baada Montassaf Leil (Obsessions After Midnight) como "Adel"
- 1999 Fiha Lmelha w Sekkar o mazal mabghatch Tmout 1 (She's diabetic & hypertensive yet won't die 1)
- 1997 Aabbirou Fi Samtt
- 1997 Solomon (Solomon)
- 1996 Mektoub (Fate) como "Taoufiq"
- 1996 Safar ila Lmadi (Travel to the Past)
- 1995 Nehaya Saaida (Happy End)
- 1994 Sareq Al Ahlam (The Dreams Thief)
- 1991 Leilat El jarima (Night of the Crime)
- 1989 Hob Fi Dar El Bayda (Love in Casablanca)

### Teatro
- 1991 Sadafa Hemmadi

### Televisión
- 2011 Houssein et Safia (Hossein & Safia) como "El Hossein"
- 2006 Al Mostadaafoun (The Underdogs) como "Taher"
- 2006 Al Boad El akhar (The Other Dimension)
- 2003 Rabia Qortoba como "Hesham Al Msshafi"
- 2002 Khalkhal Al Batoul (The Anklet of Batoul) como "S'llam"
- 2000 Serb El Hamam (Flock of Pigeons) como "Hemmadi"
- 1999 Al wasiyya
- 1999 El Mossabon
- 1992 Hout El Barr
- 1992 Delal Al Madi (Shadows of the Past)

### Cortometrajes
- 2011 Plastic
- 2004 Ninni ya Moumou
- 2003 El Akhar (The Other)

### Sitcoms
- 2002 Sofian
- 2013 Nass El Houma

### Programas de televisión
- Lalla Laaroussa (Ms. Bride)
- Man sayarbah Al-million? (Who Wants to Be a Millionaire?)